# Heteromastus giganteus
Heteromastus giganteus är en ringmaskart som beskrevs av Zachs 1933. Heteromastus giganteus ingår i släktet Heteromastus och familjen Capitellidae. Inga underarter finns listade i Catalogue of Life.